# Buberlpartie
Buberlpartie ist eine Bezeichnung für eine Gruppe von jungen österreichischen Politikern, die während der Zeit des politischen Aufstiegs von Jörg Haider (1986 bis 1999) dessen engsten Kreis bildeten. Mehrere von ihnen kamen mit dem Gesetz in Konflikt, hatten sich vor Gericht zu verantworten und wurden zu Freiheitsstrafen verurteilt.
Später wurde der Begriff Buberlpartie sporadisch auch für andere Gruppen von Jungpolitikern verwendet.

## Hintergrund
Als es nach der Nationalratswahl in Österreich 1999 Anfang des Jahres 2000 zur Bildung der Bundesregierung Schüssel I der konservativen ÖVP mit der rechtspopulistischen FPÖ unter Jörg Haider (schwarz-blaue Koalition) kam, sah – so der NZZ-Korrespondent Charles Ritterband – „das mangelhaft informierte Ausland schon die Rückkehr des Faschismus in Österreich“ drohen. Statt eines Rückfalls in dunkle Zeiten konstatierte Ritterband später einen politischen Frühling, tatsächlich kam es zum einen zum baldigen Zerfall der unter Haider schnell erfolgreich gewordenen FPÖ, zum anderen aber auch zu einer Fülle von Korruptionsermittlungen und Finanzskandalen. Der Parteileiter Haider trat seinerzeit nicht der Regierung bei, sondern blieb Landeshauptmann in Kärnten, das dann im Zuge der Causa Hypo Alpe Adria in finanziellen Notstand geriet. Die FPÖ-Regierungsmannschaft hielt sich nach dem Fiasko der Neuwahlen 2002 nur bis zum SPÖ-Wahlsieg 2006, als die dann schon BZÖ genannte alte FPÖ zunehmend in die Bedeutungslosigkeit rutschte.
Österreichische Kommentatoren sprachen teilweise für diese Zeit von einer „Bananenrepublik“, einem Selbstbedienungsladen für Politiker und Aufsteiger aus der „Provinz“ (letzteres eine abfälligere Bezeichnung für die westlichen und südlichen Bundesländer Österreichs). Armin Thurnher prägte in Bezug auf die Faschismusbedenken des Auslands das oft kolportierte Kofferwort „Feschismus“, bezogen auf den durchaus „feschen“ (österreichisch für ‚gutaussehenden‘) Parteivorsitzenden und etliche seiner engen Mitarbeiter und die damals neue Tendenz des Populismus und den zunehmenden Vorrang des Telegenen über fachliche Kompetenz. Der Ausdruck „Buberl“ selbst, als weitere ironisierend-verniedlichende Verkleinerungsform von „Bub“ (österreichisch für ‚Knabe‘, ‚Junge‘) spielt mit homoerotischen Anklängen auf die fast reine und für damalige österreichische politische Verhältnisse junge Männergruppe an, die die Akteure der Ära Haider waren. Die „Buberln“ kamen nicht aus dem Parteiapparat, sondern aus dem freundschaftlichen Umfeld Haiders. Sie trugen zum jugendlichen Erscheinungsbild der Partei und deren Erfolg in den späten 1980er und 1990er Jahren bei und profitierten in der Folge durch das Erreichen hoher Partei- und Regierungsämter. Man sprach auch von seinen „Zöglingen“ (so Markus Ebert, 2000). „Partie“ ist dabei ein österreichisches Wort einer „für eine spezielle Arbeit zusammengestellte Gruppe von Arbeitern“ bis hin zu einer eingeschworenen Freundesclique oder einem Zirkel, häufig auch mit pejorativ anklingendem Unterton.
Jörg Haiders Buberln waren eher unpolitisch und nicht auf eine Ideologie festgelegt. Als weibliche Ausnahme galt unter anderem Susanne Riess-Passer, die aber wie Heinz-Christian Strache – der dann die Abspaltung der neuen ursprünglichen FPÖ von der in BZÖ umbenannten alten FPÖ Haiders verfolgte – eher dem traditionellen Parteiapparat der Freiheitlichen beziehungsweise dem Dritten Lager entstammte. Verstärkt wurde dieser Eindruck eines unmittelbaren intimen Freundeskreises um Jörg Haider nach dessen frühem Ableben im Oktober 2008, als die Verehrung für den Parteichef Züge eines Personenkults annahm, durch Aussagen wie dem „Lebensmenschen Haider“ durch Stefan Petzner. Dass „Freunderlwirtschaft“ – so der österreichische Ausdruck für Posten- und Auftragsvergabe innerhalb politischer Seilschaften – nicht nur ein Problem des großkoalitionären Establishments war, sondern von den Newcomern aus Kärnten noch viel exzessiver betrieben wurde, ist der Kern des Begriffs „Buberlpartie“ für das Team um den Aufstieg der „Lichtgestalt“ Haider und den Fall seines politischen Vermächtnisses.
Buberlpartie ist als Stichwort im Österreichischen Wörterbuch aufgenommen als „scherzhaft“, „abwertend“ und „salopp“, sowie als Ausdruck der „Politik(wissenschaft)“, und wird definiert als:
„verschworene Gruppe (sich jung gebender) Gleichgesinnter (mit Freunderlwirtschaft)“.

## Mitglieder
Der Buberlpartie wurden Peter „Hojac“ Westenthaler, Walter „Meischi“ Meischberger, Gernot „Rambo“ Rumpold und Karl-Heinz Grasser zugerechnet sowie weiters (alphabetisch):
- Haiders Leibwächter Horst Binder
- Harald Göschl als Kontaktmann zu Muammar al-Gaddafi
- Franz Koloini, genannt der „schöne Franz“
- dessen Vorgänger Gerald „Gerry“ Mikscha als Haiders langjähriger Sekretär, 2004 untergetaucht, mutmaßlich in Paraguay
- Josef „Jomo“ Moser, ehemaliger FPÖ-Klubdirektor, von 2004 bis 2016 Rechnungshofpräsident und von 2018 bis 2019 Bundesminister für Verfassung, Reformen, Deregulierung und Justiz der Republik Österreich[9]
- Karl-Heinz Petritz, Haiders Pressesprecher[9]
- Stefan Petzner, Haiders letzter Pressesprecher
- der Klagenfurter Steuerberater Günther Pöschl,[9] der „Haiders Bärental-Steuerkonstruktion ersonnen“ hatte.
- Mathias Reichhold, 2002 bis 2003 Bundesminister für Verkehr, Innovation und Technologie. Zuvor war er mit Unterbrechung von 1990 bis 1998 Abgeordneter der FPÖ im Nationalrat, von 1995 bis 1996 Abgeordneter zum Europäischen Parlament und von 1998 bis 2001 Landeshauptmannstellvertreter von Kärnten[9]
- Martin Strutz als persönlicher Sekretär, von 2006 bis 2009 Dritter Präsident des Kärntner Landtages[9][10]

Im Rahmen von Interessenskonflikten kam es zwischen Mitgliedern der „Buberlpartie“ und Haider immer wieder zu Brüchen und Wiederannäherungen.

### Gernot Rumpold
Der Kärntner kam als 21-Jähriger im Jahre 1979 erstmals in Kontakt mit Haider. Über einen Tankstellenbesitzer lernte er den eben in den Nationalrat gekommenen Jungpolitiker kennen und bekannte sich um drei Uhr in der Früh auf dieser Tankstelle im Gurktal zur Parteimitgliedschaft. „Bis dahin war ich unpolitisch“, sagt Rumpold von sich. Etwas später erzählte ihm Haider, dass in Kärnten etwas bewegt werden müsse und er die Leute brauche, weil die Partei kein Geld hätte. Rumpold gründete mit anderen den Klub 3, einen Jugendclub, der Parteiwerbung betrieb. Was Rumpold dabei gut fand, war das Gefühl der Zusammengehörigkeit, das entstand. Rumpold war von 1984 bis 1986 Landesgeschäftsführer der FPÖ Kärnten und von 1990 bis 1996 Bundesgeschäftsführer der FPÖ. Später profitierte er durch seine Werbefirmen von der Beschaffung der Eurofighter durch die Bundesregierung. Er erhielt Aufträge aus dem Umfeld der Herstellerfirma EADS. Haider hingegen gerierte sich als erklärter Eurofighter-Gegner, schwenkte aber später auf eine Pro-Linie um. Rumpold führte die Werbekampagnen für das neu gegründete BZÖ.
Am 9. August 2013 wurde Rumpold in der sogenannten Telekom-Austria-Affäre wegen Beitrags zur Untreue zu drei Jahren unbedingter Haft und zur Zahlung von 600.000 Euro an die Telekom Austria verurteilt. Am 25. November 2015 verwarf der Oberste Gerichtshof (OGH) die Nichtigkeitsbeschwerde und Berufung Rumpolds, womit seine erstinstanzliche Verurteilung rechtskräftig wurde.

### Walter Meischberger
Im Jahre 1987 traf Haider, zu diesem Zeitpunkt bereits Parteiobmann der FPÖ, auf den 28-jährigen damaligen Tankstellenpächter Walter Meischberger. Er machte Meischberger zunächst zum Ortsgruppenobmann der FPÖ in Kematen in Tirol. Ein Jahr später wurde Meischberger Landesgeneralsekretär der FPÖ Tirol, wieder ein Jahr später Bundesgeschäftsführer und 1990 Bundesgeneralsekretär. Im April 1989 wurde er jüngster Abgeordneter der zweiten Republik im Bundesrat und zog 1990 in den österreichischen Nationalrat ein, wo er ab 1995 stellvertretender Klubobmann war. Anfang 1999 wurde Meischberger letztinstanzlich wegen Anstiftung zur Steuerhinterziehung verurteilt. Auf öffentlichen Druck hin legte er im Februar 1999 sein Mandat nieder, kurz bevor Haider in Kärnten eine Landtagswahl zu schlagen hatte. Nach dem Mandatsverzicht einiger Abgeordneter wäre Meischberger im April desselben Jahres auf der Liste der FPÖ wieder in den Nationalrat eingezogen, doch noch vor der Angelobung wurde er aus der FPÖ ausgeschlossen. Er trat vom Mandat zurück, soll dafür jedoch von der FPÖ 2,5 Millionen Schilling (181.682 Euro) in Form eines Überbringersparbuchs erhalten haben. Meischberger war in den folgenden Jahren mit seiner Werbefirma in der Privatwirtschaft tätig und in zahlreiche Affären (BUWOG, Tetron, Terminal Tower) verwickelt. Laut Staatsanwaltschaft soll er von zahlreichen Privatisierungen profitiert haben, die sein Freund Karl-Heinz Grasser als Finanzminister auf den Weg brachte.
In den Causae BUWOG und Terminal Tower wurde er am 4. Dezember 2020 erstinstanzlich zu sieben Jahren Haft verurteilt. Das Urteil ist noch nicht rechtskräftig.

### Peter Westenthaler
Westenthaler wurde 1988 als 20-Jähriger von Jörg Haider auf einer Wahlveranstaltung entdeckt. Er begann daraufhin als freier Mitarbeiter im FPÖ-Parlamentsklub. Wie er selbst ausführte, engagierte er sich aus Bewunderung für Haider bei der FPÖ. Im nächsten Jahr wurde er hauptamtlicher Pressereferent des FPÖ-Parlamentklubs (bis 1991), 1990 zum Obmann des Wiener Rings Freiheitlicher Jugend (wo er Heinz-Christian Strache nicht aufnahm, da er zu rechtslastig war.) Im Jahre 1991 zog er in den Wiener Gemeinderat ein (bis 1999) und gleichen Jahr wurde er Sekretär des damaligen Bundesparteichefs Haider (bis 1993). „Er erledigte im Sinne seines Chefs die unangenehme politische Arbeit, er attackierte politische Gegner, verteidigte seinen Parteichef auch in den unangenehmsten Situationen.“ Im Jahre 1996 wurde Westenthaler dann Leiter des neu installierten Kommunikationsbüros und im selben Jahr mit 28 Jahren Generalsekretär der FPÖ (bis 1999). Als Herbert Scheibner in die Regierung eintrat, übernahm er dessen Posten als Klubobmann, wo er eng mit seinem ÖVP-Pendant Andreas Khol zusammenarbeitete, seinen bisherigen Stil ablegte und zum sachorientierten Politiker wurde. Im Jahre 2000 wurde er stellvertretender Bundesparteiobmann. Im Oktober 2000 gab es erste Hinweise, dass er bei Haider in Ungnaden gefallen war, und im FP-Klub regte sich erstmals im Juli 2001 Kritik an ihm wegen seiner ORF-Politik. Auch Haider entzog ihm damals das Vertrauen und attackierte ihn. Im Februar 2002 wurde Westenthaler entgegen allen Vermutungen auf einer Krisensitzung in seinem Amt bestätigt. Infolge des von Haider mitgetragenen so genannten „Putsches von Knittelfeld“ im Jahr 2002 trat Westenthaler von seinen Ämtern zurück. 2006 kehrte er zu Haider und dessen neuer Partei BZÖ zurück und übernahm den Posten als Bündnisobmann und Spitzenkandidat. Am 29. Juli 2008 wurde Westenthaler wegen Falschaussage zu neun Monaten bedingter Haft verurteilt. Das Urteil wurde nach einem Berufungsverfahren am 18. Juni 2009 auf sechs Monate bedingter Haft reduziert und ist rechtskräftig.

### Karl-Heinz Grasser
Grasser brachte es während Haiders Zeit als Klubobmann im Nationalrat – mit nur 25 Jahren – zum Landeshauptmannstellvertreter Kärntens. Nach vorsichtiger Kritik an Haiders Führungsstil kam es 1998 zum ersten Bruch. Grasser wechselte zum Industriekonzern Magna. Haider holte ihn im Jahr 2000 im Zuge der Regierungsbildung als Finanzminister zurück. Infolge des „Putsches von Knittelfeld“ im Jahr 2002 trat Karl-Heinz Grasser, wie Westenthaler, von seinem Amt zurück. Er wandte sich der ÖVP zu und wurde von dieser als „parteiunabhängiger“ Finanzminister bestellt. Gegen Grasser laufen zahlreiche Verfahren wegen Verdachts auf Amtsmissbrauch und Bruch des Amtsgeheimnisses, sowie wegen Verdachts auf Untreue und Steuerhinterziehung. Am 4. Dezember 2020 wurde er am Straflandesgericht Wien in erster Instanz zu acht Jahren Haft verurteilt. Das Urteil ist noch nicht rechtskräftig.